# Centre hospitalier universitaire de Liège
Le Centre hospitalier universitaire de Liège, ou plus simplement CHU de Liège, est un hôpital universitaire belge appartenant à l'université de Liège.

## Historique
Constatant l’impossibilité d'adapter aux nouvelles techniques l'hôpital de Bavière installé dans le quartier d'Outremeuse à Liège depuis le XIXe siècle, l'Université de Liège et le Centre public d'action sociale de la ville, qui collaboraient au sein de l'établissement, décident dans les années 1960 de se séparer. L'université opte pour le site du Sart Tilman, où elle crée à la même période un vaste campus, pour y installer un Centre hospitalier universitaire ; quant au CPAS, il établit un Centre hospitalier régional sur le site de la Citadelle.
Le bâtiment du Sart Tilman est inauguré le 13 décembre 1985. Le 1er avril 1987, le CHU de Liège devient autonome vis-à-vis de l’ULg, mais il garde cependant des liens étroits avec celle-ci.
Depuis le début des années 1990, le CHU mène une politique d'élargissement, qui lui fait acquérir notamment l’hôpital d’Esneux – qui devient CHU Ourthe-Amblève en 1992 –, et la clinique Notre-Dame des Bruyères de Chênée – qui devient CHU Notre-Dame des Bruyères en 2002.
En mai 2014, le chantier du Centre Intégré d'Oncologie débute et devrait se terminer en mai 2018. Le bâtiment de 6 étages pour 100 mètres de long sur 36 mètres de large sera exclusivement consacré à la lutte contre le cancer.

## Sites
- Site du Sart Tilman : l'hôpital du Sart Tilman a été dessiné par l'architecte liégeois Charles Vandenhove ; le bâtiment abrite plusieurs œuvres d'art intégrées à l'architecture (œuvres de Jean-Charles Blais, Daniel Buren, Jacques Charlier, Olivier Debré, Jo Delahaut, Sol LeWitt, André Romus, Niele Toroni, Claude Viallat, Marthe Wéry et Léon Wuidar).
- Site Notre Dame des Bruyères.
- Polyclinique Universitaire Lucien Brull.
- Site Ourthe-Amblève (Esneux).
- Polyclinique d'Aywaille.
- Polyclinique urbaine Sauvenière.
- Site CNRF (Centre neurologique et de réadaptation fonctionnelle de Fraiture).

## Chiffres
- 1038 lits agréés.
- 6005 salariés.

## Tournages
- 2016 : Grave de Julia Ducournau.
- 2018 : Un monde plus grand de Fabienne Berthaud.
- 2018 : Mon Ket de François Damiens.
- 2019 : long tournage de Samuel Ledoux avec Benoît Magimel[2].